# Jardim Botânico (Distrito Federal)
Jardim Botânico, amtlich portugiesisch Região Administrativa do Jardim Botânico, ist die Verwaltungsregion RA XXVII im brasilianischen Bundesdistrikt und 15 km vom Zentrum Brasílias entfernt. Die Verwaltungsregion grenzt im Südosten an São Sebastião, im Westen an Lago Sul und im Norden an Paranoá.
Jardim Botânico wurde am 31. August 2004 durch das Gesetz „Lei 3.435“ zu einer eigenständigen Verwaltungsregion.
Der Name leitet sich von dem Botanischer Garten in Brasília ab, um den herum sich mehrere Wohnanlagen gruppierten. Für das Jahr 2011 wurde eine Einwohnerzahl von 22.726 Personen angegeben.

## Verwaltung
Zum amtierenden Administrator der Verwaltungsregion ist Alessandro Fabrício Clemente Paiva (* 1974) ernannt worden (Stand 2018).